# Accelerograf
Accelerograful este un accelerometru care măsoară și înregistrează valorile succesive ale accelerației. Un exemplu foarte cunoscut este seismograful.